# Rapmus And
Rapmus And er en figur i Disneys tegneserier. Han blev født i Andeby, Calisota, USA i 1875. Hans forældre var Andtonius And og Andrea Blisand (også kaldet Bedstemor And). Fra en tidlig alder, var det tydeligt, at han havde et meget modbydeligt temperament. Han arbejdede på sine forældres gård frem til 1902, hvor han mødte Hortensia von And, og de blev forlovede. Han begyndte med at arbejde for hendes bror Joakim von And.
I 1908 hjalp han Hortensia og hendes søster Andrea von And med at drive deres brors forretning. I 1920 giftede han sig endelig med Hortensia, og senere samme år fik de to tvillinger:
- Anders And
- Della And

Han arbejdede stadig hos Joakim von And indtil 1930, hvor alt familiesammenhold mellem Joakim og resten af familien gik i opløsning. Rapmus trak sig tilbage, og det vides ikke præcist hvornår han døde.
Ifølge tegneren Don Rosa døde Rapmus i 1952 i en alder af 77 år.